# ГЕС Niútóushān
ГЕС Niútóushān (牛头山水电站) — гідроелектростанція на сході Китаю у провінції Фуцзянь. Використовує ресурс із лівого витоку річки Xietan, правої притоки Jiaoxi (впадає до затоки Санша північніше від Фучжоу).
В межах проекту річку перекрили бетонною арковою греблею висотою 108 метрів, довжиною 297 метрів та шириною від 5 (по гребеню) до 21 (по основі) метрів. Вона утримує водосховище з об'ємом 99 млн м3 (корисний об'єм 78,3 млн м3) та припустимим коливанням рівня поверхні у операційному режимі між позначками 290 та 340 метрів НРМ (під час повені рівень може зростати до 343 метрів НРМ). За півтори сотні метрів нижче по течії зведено допоміжну бетону аркову греблю висотою 16 метрів, довжиною 100 метрів та шириною від 2 (по гребеню) до 8 (по основі) метрів.
Зі сховища через правобережний гірський масив прокладено дериваційний тунель довжиною 7 км, який транспортує ресурс для двох турбін типу Френсіс потужністю по 50 МВт. Вони використовують напір від 150 до 209 метрів (номінальний напір 188 метрів) та забезпечують виробництво 314 млн кВт-год електроенергії на рік.
Видача продукції відбувається по ЛЕП, розрахованій на роботу під напругою 110 кВ.